# کتابخانه و موزه جیمی کارتر

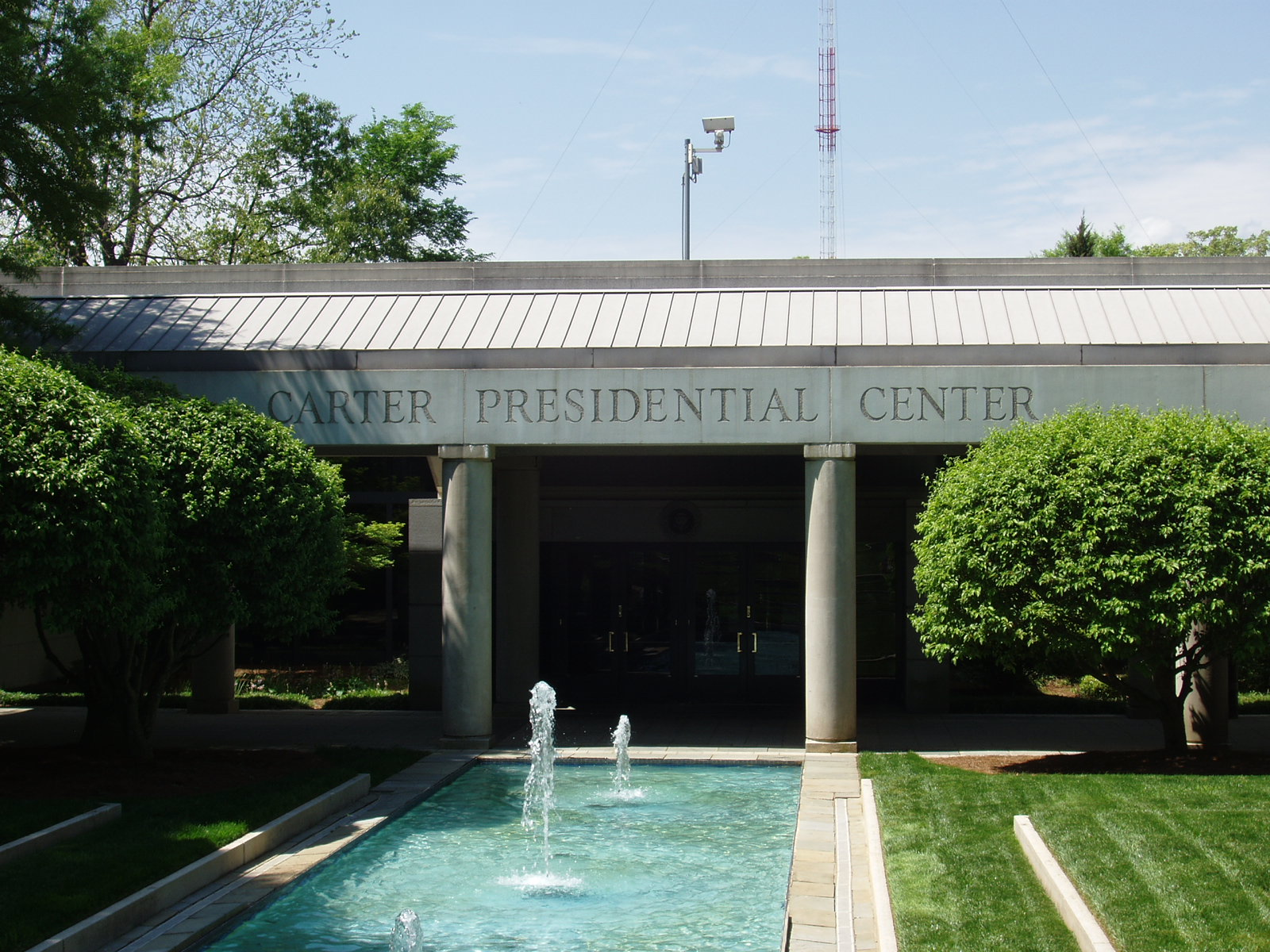
ساختمان اصلی کتابخانه

موزه و کتابخانه ریاست جمهوری جیمی کارتر (به انگلیسی: Jimmy Carter Library and Museum) یک مرکز فرهنگی و کتابخانه اسناد دولتی دوران ریاست جمهوری جیمی کارتر است.
این مرکز فرهنگی در آتلانتا در ایالت جورجیا قرار دارد.